# Wettervorhersagestein
Ein Wettervorhersagestein (auch als Wetterstein bezeichnet) ist ein humorvolles Gerät zur Wettervorhersage. Er besteht aus einem an einem Seil oder einer Kette aufgehängten Stein, neben dem sich eine Tafel mit (meist trivialen) Erklärungen wie „nasser Stein = es regnet“ befindet. Gelegentlich ist diese Tafel künstlerisch gestaltet. Wettersteine sind mitunter Bestandteile von Gartenschauen, Parks und Wanderwegen.

## Varianten
Eine Variante des Wettersteins ist das Esel-Barometer. Dabei ist der Stein durch ein Stück Bindfaden ersetzt, welches den Schwanz eines gemalten Esels darstellt.